# Usthazades
Usthazades lub Usthazanes, (gr.) Ousthazadēs (zm. 341) – męczennik chrześcijański, święty Kościoła katolickiego.
Informacje o Usthazadesie czerpiemy z dzieła Sozomenosa. Usthazades był piastunem, a później „strażnikiem łoża” władcy Persji z dynastii Sasanidów Sapora. Pouczony przez biskupa Symeona bar Sabbę zginął męczeńską śmiercią za wiarę w czasie prześladowań chrześcijan.
Wspomnienie liturgiczne świętego Usthazadesa w Kościele katolickim obchodzone jest zgodnie z Nowym Martyrologium (2004) za synaksariami 17 kwietnia; wcześniej dzień obchodów przypadał w grupie męczenników Symeona bar Sabby 21 kwietnia.